# ツルネコノメソウ
ツルネコノメソウ（蔓猫の目草、学名：Chrysosplenium flagelliferum F.Schmidt）は、ユキノシタ科ネコノメソウ属に分類される多年草の1種。種小名（flagelliferum）は走出枝をもったを意味する。和名は、走出枝（匍匐茎）を伸ばし繁殖し、蒴果の縫線がネコの目に似ていることに由来する。別名が、ヒメネコノメソウ。

## 特徴
走出枝は花の後に急速に細長く地を這って伸び、先端から根を出して新苗を作る。草丈は5 - 15 cm、茎には稜があり、白い毛がある。2 - 3個の茎葉を互生し、薄緑色、小形で倒卵形、5 - 7個の鈍鋸葉がある。茎葉には葉柄があり、ふつう扇形で、基部は鈍形または切形、長さ2 - 8 mm、幅3 - 9 mm、無毛、上縁に5 - 7個の鈍頭または円頭に終わる鋸歯がある。苞の下部のものは茎部と同じで、上部のものは卵形。根生葉の葉柄は長さ5 - 8 cm、葉身は円形で、長さ2 - 3.5 cm、幅3 - 5 cm、基部は心形、縁に7 - 17個の切頭または円頭に終わる鋸歯がある。葉は薄く、表面は緑色で、あらい毛を散生し、裏面は薄緑色。花期には葉が姿を消す。花に近い葉は黄色を帯び、葉の先端が少し尖る。花茎の先は枝分かれし、薄黄緑色の小花を平開する。花の直径は3 - 6 mm、短い花柄がある。4個の萼片は広卵形で、花期に平開し、緑色まらは黄緑色。花弁はない。花盤は黄色。8個の雄蕊が直立し、長さ0.7 - 1 mmで萼片よりも短い。裂開直後の葯は黄色。子房はほぼ下位で、下半分は萼筒と合着する。花柱は長さ約1 mm、果時は広く開出する。種子は卵形または長卵形で、長さ約0.6 mm、1稜があり、平滑だが微細な乳頭状突起がある。花期は4 - 5月。染色体数は2n=24。本種の配糖体のアグリコンでpendulinが確認されている。

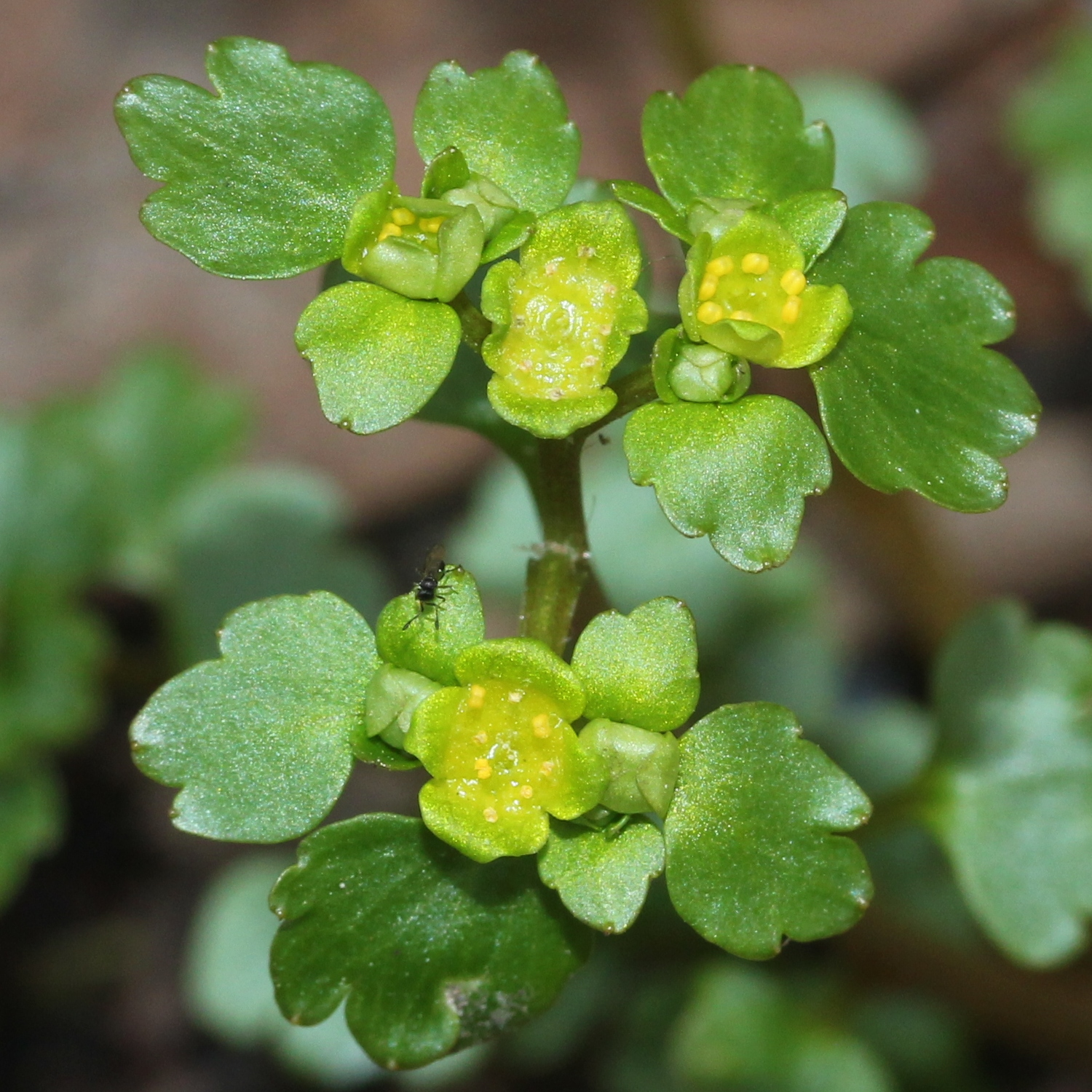
花、8個の雄蕊
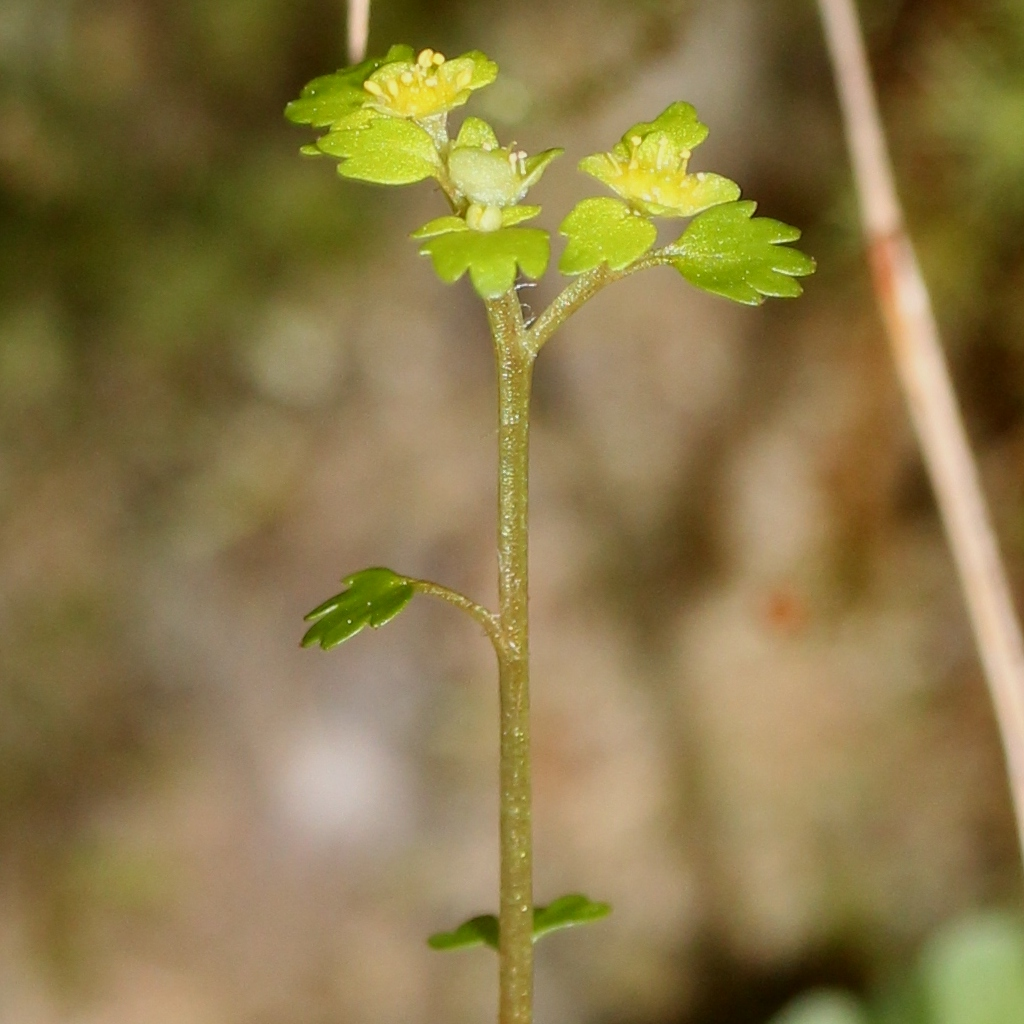
茎葉には葉柄があり互生する
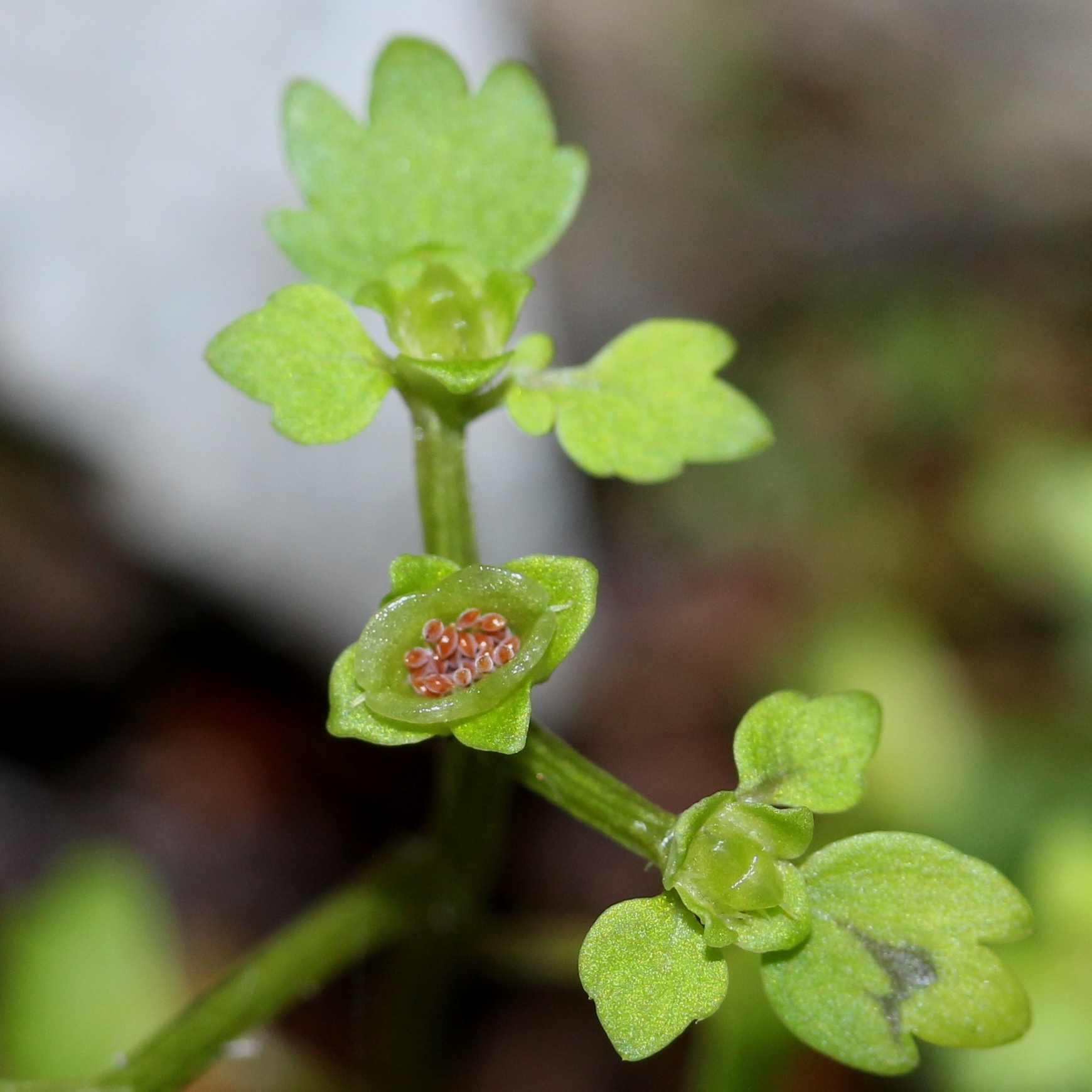
蒴果と種子、蒴果の縫線がネコの目に似ている

## 分布と生育環境

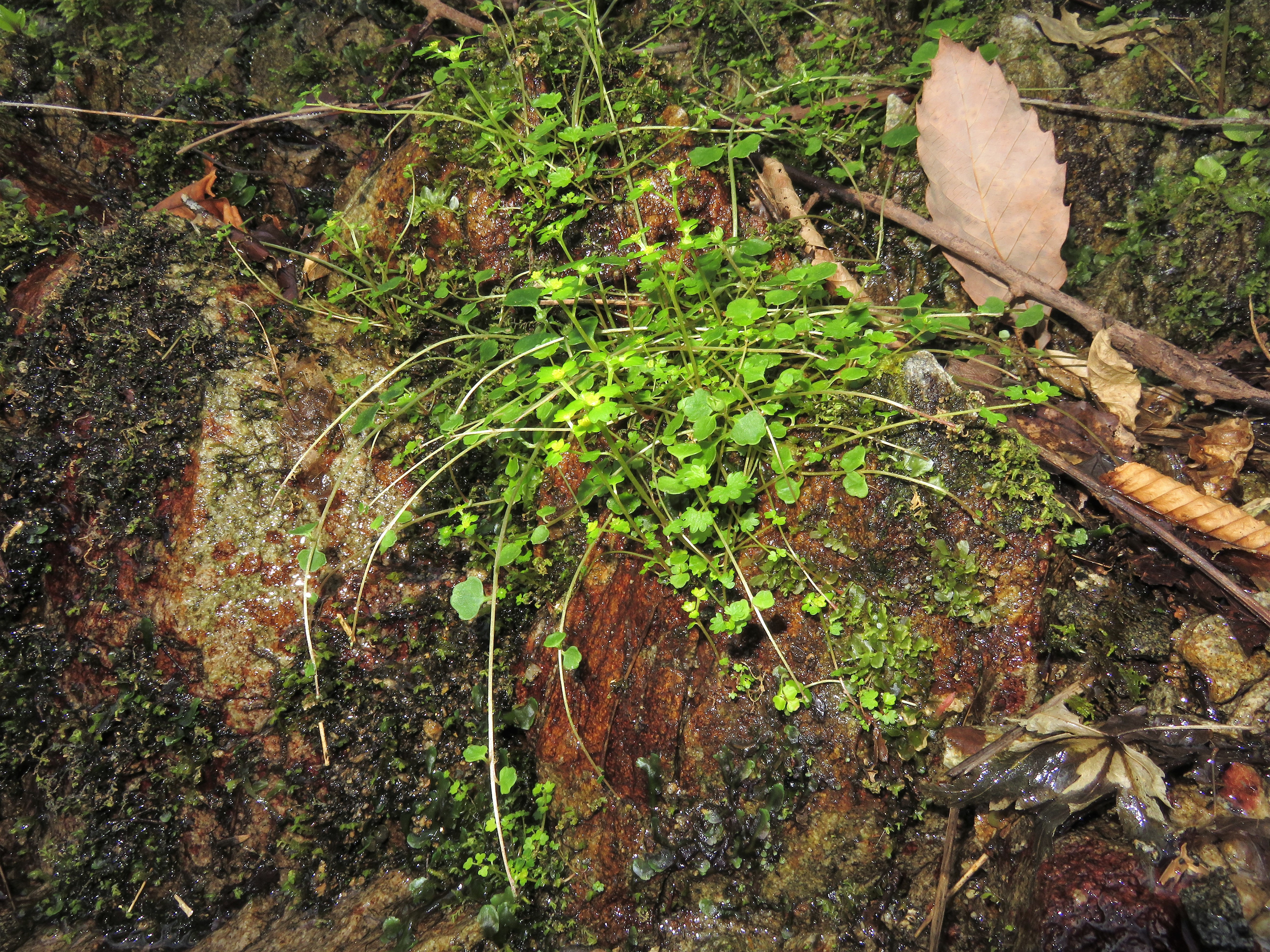
花後、地上性の走出枝がいちじるしく伸長する。

ロシア（アムール、ウスリー、樺太、千島列島）、中国東北部、朝鮮半島と日本の温帯に分布する。
日本では北海道、本州（近畿地方以北）、四国（剣山）に分布する。
山地や山麓の落葉広葉樹林下などの沢沿いの水湿地の岩の上に生育する。

## 種の保全状況評価
日本では以下の都道府県で、レッドリストの指定を受けている。
- 絶滅危惧IA類（CR） - 山口県[7]、徳島県[8]
- 絶滅危惧I類（CR+EN） - 島根県[9]
- 絶滅危惧I類 - 石川県[10]、愛知県[11][12]、鳥取県[13]
- Bランク - 兵庫県[14]
- 準絶滅危惧（NT） - 広島県[15]
- 分布上重要種 - 滋賀県
- 留意 - 岡山県[16]

## 分類
本州の関東地方以西、四国、九州に分布し、山間の林内、林縁の沢沿いの水湿地に生育するタチネコノメソウ Chrysosplenium tosaense に良く似る。同種には地中を走る短くて細い走出枝があり、花後に、走出枝の基部がふくらんで、そこから葉を出して新しい個体となるが、本種は、花後に著しく伸びる地上性の走出枝をだす。 